# Bršadin
Bršadin (serb. Бршадин)– wieś w Chorwacji, w żupanii vukowarsko-srijemskiej, w gminie Trpinja. W 2011 roku liczyła 1341 mieszkańców.